# Nanteuil-en-Vallée
Nanteuil-en-Vallée és un municipi francès situat al departament del Charente i a la regió de la Nova Aquitània. L'any 2007 tenia 1.437 habitants.

## Demografia

### Població
El 2007 la població de fet de Nanteuil-en-Vallée era de 1.437 persones. Hi havia 612 famílies de les quals 192 eren unipersonals (84 homes vivint sols i 108 dones vivint soles), 212 parelles sense fills, 180 parelles amb fills i 28 famílies monoparentals amb fills.
La població ha evolucionat segons el següent gràfic:
Habitants censats

### Habitatges
El 2007 hi havia 937 habitatges, 627 eren l'habitatge principal de la família, 200 eren segones residències i 110 estaven desocupats. 896 eren cases i 33 eren apartaments. Dels 627 habitatges principals, 502 estaven ocupats pels seus propietaris, 94 estaven llogats i ocupats pels llogaters i 31 estaven cedits a títol gratuït; 19 tenien una cambra, 45 en tenien dues, 107 en tenien tres, 189 en tenien quatre i 267 en tenien cinc o més. 480 habitatges disposaven pel capbaix d'una plaça de pàrquing. A 318 habitatges hi havia un automòbil i a 217 n'hi havia dos o més.

### Piràmide de població
La piràmide de població per edats i sexe el 2009 era:
| Homes | Edats   | Dones |
| ----- | ------- | ----- |
| 0     | 95 o +  | 4     |
| 4     | 90 a 94 | 12    |
| 16    | 85 a 89 | 36    |
| 8     | 80 a 84 | 16    |
| 44    | 75 a 79 | 48    |
| 76    | 70 a 74 | 56    |
| 60    | 65 a 69 | 64    |
| 40    | 60 a 64 | 64    |
| 36    | 55 a 59 | 32    |
| 24    | 50 a 54 | 48    |
| 48    | 45 a 49 | 32    |
| 44    | 40 a 44 | 64    |
| 44    | 35 a 39 | 36    |
| 52    | 30 a 34 | 20    |
| 24    | 25 a 29 | 40    |
| 32    | 20 a 24 | 28    |
| 44    | 15 a 19 | 36    |
| 44    | 10 a 14 | 44    |
| 32    | 5 a 9   | 28    |
| 8     | 0 a 4   | 24    |

## Economia
El 2007 la població en edat de treballar era de 808 persones, 507 eren actives i 301 eren inactives. De les 507 persones actives 436 estaven ocupades (266 homes i 170 dones) i 71 estaven aturades (32 homes i 39 dones). De les 301 persones inactives 130 estaven jubilades, 66 estaven estudiant i 105 estaven classificades com a «altres inactius».

### Ingressos
El 2009 a Nanteuil-en-Vallée hi havia 613 unitats fiscals que integraven 1.347 persones, la mediana anual d'ingressos fiscals per persona era de 13.805 €.

### Activitats econòmiques
Dels 62  establiments que hi havia el 2007, 2 eren d'empreses extractives, 2 d'empreses alimentàries, 1 d'una empresa de fabricació d'elements pel transport, 7 d'empreses de fabricació d'altres productes industrials, 10 d'empreses de construcció, 14 d'empreses de comerç i reparació d'automòbils, 5 d'empreses d'hostatgeria i restauració, 3 d'empreses financeres, 2 d'empreses immobiliàries, 7 d'empreses de serveis, 4 d'entitats de l'administració pública i 5 d'empreses classificades com a «altres activitats de serveis».
Dels 15 establiments de servei als particulars que hi havia el 2009, 2 eren tallers de reparació d'automòbils i de material agrícola, 3 paletes, 1 guixaire pintor, 1 fusteria, 2 lampisteries, 2 electricistes, 3 perruqueries i 1 restaurant.
Dels 2 establiments comercials que hi havia el 2009, 1 era una fleca i 1 una carnisseria.
L'any 2000 a Nanteuil-en-Vallée hi havia 73 explotacions agrícoles que ocupaven un total de 3.589 hectàrees.

## Equipaments sanitaris i escolars
L'únic equipament sanitari que hi havia el 2009 era una farmàcia.
El 2009 hi havia una escola elemental.

## Poblacions més properes
El següent diagrama mostra les poblacions més properes.